# آلبان جوینل
آلبان جوینل (انگلیسی: Alban Joinel؛ زادهٔ ۱۴ سپتامبر ۱۹۷۹) بازیکن فوتبال اهل فرانسه است.
از باشگاه‌هایی که در آن بازی کرده‌است می‌توان به باشگاه فوتبال لوریان اشاره کرد.